# Рут и Дэвид Гринглассы
Дэ́вид Гри́нгласс (David Greenglass; 2 марта 1922 — 1 июля 2014) и его жена Рут (в девичестве Принц, Ruth Leah Printz Greenglass; 30 апреля 1924 — 7 апреля 2008) — американские граждане, признавшиеся в шпионаже в пользу Советского Союза (прежде всего, в передаче СССР американских ядерных секретов). Дэвид Грингласс был осуждён и отбыл десять лет заключения, Рут не была под судом. Оба они сотрудничали со следствием и дали показания на ближайших родственников — Юлиуса и Этель Розенбергов. 